# CS Unirea Tărlungeni
CS Unirea Tărlungeni a fost un club de fotbal din Ștefăneștii de Jos, Ilfov România, care a evoluat ultima oară în Liga a II-a în sezonul 2016-2017.

## Istoric
CS Unirea Tărlungeni a fost înființată în anul 1983 și a fost repartizată în Divizia C (devenită mai târziu Liga a III-a). În 2010, echipa a fost preluată de fostul jucător al Unirii Urziceni, László Balint. După peste 40 de sezoane în al treilea eșalon, în 2013, Unirea Tărlungeni a terminat sezonul pe primul loc în seria a VI-a a acestei competiții și a promovat în premieră în Liga a II-a.
La 18 septembrie 2013, Unirea Tărlungeni a fost învinsă de fosta campioană națională Rapid București, retrogradată în al doilea eșalon prin decizia Tribunalului Sportiv de Arbitraj de la Laussane din motive financiare și în urma unui baraj de menținere disputat cu Concordia Chiajna, cu scorul de 0-1, pe teren propriu într-un meci contând pentru etapa a III-a a celei de a doua ligă. A fost o premieră pentru fotbalul din Tărlungeni, clubul fiind la primul meci televizat și întâlnind o echipă de tradiție în fotbalul românesc, cu numeroase participări în cupele europene și titluri.
În vara anului 2016, clubul Unirea Tărlungeni s-a mutat din Tărlungeni la Ștefăneștii de Jos.
După mutare, echipa a avut parte de probleme din cauza neimplicării municipalității din Ștefăneștii de Jos, care era principalul finanțator. În ciuda eforturilor de a menține clubul în viață, lipsa de fonduri a forțat conducerea să rezilieze contractele tuturor jucătorilor și să retragă echipa din campionat în februarie 2017.

## Palmares
- Liga a III-a
  - Câștigătoare: (1) 2012-2013